# Manoir de l'Aumône
Le manoir de l'Aumône est un édifice situé à Saint-Hymer dans le département du Calvados et la région Normandie.

## Historique
L'édifice est datable des XVIe-XVIIIe.
L'édifice est inscrit partiellement au titre des monuments historiques le 11 avril 1975 en particulier les façades et les toitures.